# テキサス・ロックンロール
『テキサス・ロックンロール』（原題：Saints & Sinners）は、アメリカ合衆国のブルース・ミュージシャン、ジョニー・ウィンターが1974年に発表したスタジオ・アルバム。コロムビア・レコード契約後としては5作目のスタジオ・アルバムに当たる。

## 解説
前作『スティル・アライヴ・アンド・ウェル』（1973年）に続いてリック・デリンジャーがプロデュースしており、ローリング・ストーンズのカヴァー（「ストレイ・キャット・ブルース」）も収録された。レコーディングには実弟のエドガー・ウィンターに加えて、当時エドガーのグループで活動していたダン・ハートマン等も参加した。
「マカロニ・ボニー」はラリー・ウィリアムズのカヴァーで、アルバム『狂乱のライヴ』（1976年）にはライヴ・ヴァージョンが収録された。「夜のハイウェイ101」は、ヴァン・モリソンが自身のアルバム『苦闘のハイウェイ』（1973年）のために録音したがアウトテイクになった曲のカヴァー。
1996年2月に発売されたアメリカ盤CDには、ウィンター自身が作詞・作曲した未発表曲「ダーティ」が追加され、2011年に発売された日本盤紙ジャケットCDにも収録された。

## 収録曲
1. ストーン・カウンティ - "Stone County" (Richard Supa) - 3:32
2. ブラインデッド・バイ・ラヴ - "Blinded by Love" (Allen Toussaint) - 4:28
3. サーティ・デイズ - "Thirty Days" (Chuck Berry) - 3:00
4. ストレイ・キャット・ブルース - "Stray Cat Blues" (Mick Jagger, Keith Richards) - 4:16
5. 悪女をやっつけろ - "Bad Luck Situation" (Johnny Winter) - 2:49
6. ロックンロールでぶっ飛ばせ - "Rollin' 'Cross the Country" (Dan Hartman, Edgar Winter) - 4:32
7. 脱獄物語 - "Riot in Cell Block #9" (Jerry Leiber, Mike Stoller) - 3:09
8. 恋も愛も消えた時 - "Hurtin' So Bad" (J. Winter) - 4:38
9. マカロニ・ボニー - "Bony Moronie" (Larry Williams) - 2:37
10. 夜のハイウェイ101 - "Feedback on Highway 101" (Van Morrison) - 4:24

### ボーナス・トラック
1. ダーティ - "Dirty" (J. Winter) - 4:00

## 参加ミュージシャン
- ジョニー・ウィンター - ボーカル、ギター
- リック・デリンジャー - ギター(#1, #2, #10)、ベース(#2, #10)、シンセサイザー(#2, #10)
- エドガー・ウィンター - キーボード、オルガン、ピアノ、クラビネット、タック・ピアノ、シンセサイザー、アルト・サックス、バッキング・ボーカル
- ダン・ハートマン - ベース(#1, #6)、ギター(#6)、バッキング・ボーカル
- ランディ・ジョー・ホブス - ベース(#3, #4, #5, #7, #8, #9)
- ボビー・コールドウェル - ドラムス(#1, #2, #10)、パーカッション(#10)
- リチャード・ヒューズ - ドラムス(#3, #4, #5, #6, #7, #8, #9)
- ランディ・ブレッカー - トランペット(#8)
- アラン・ルービン - トランペット(#8)
- ルー・デル・ガット - テナー・サックス(#8)
- ジョン・スミス - サックス・セクション(#10)
- ジョ・ジョ・ガン - ハンドクラップ(#9)
- ターシャ・トーマス - バッキング・ボーカル(#1, #2)
- カール・ホール - バッキング・ボーカル(#1, #2)
- ラニ・グローヴス - バッキング・ボーカル(#1, #2)
- バーバラ・マッセイ - バッキング・ボーカル(#1, #2)
- "Sing Sing" Singers - バッキング・ボーカル(#3)